# EK Engelmann Wien
EK Engelmann Wien (celým názvem: Eishockeyklub Engelmann Wien) byl rakouský klub ledního hokeje, který sídlil ve vídeňském městském obvodu Währing (čtvrť Pötzleinsdorf). Založen byl v roce 1922 pod názvem Pötzleinsdorfer SK. První mistrovský titul klub slavil v sezóně 1931/32, kdy předčil tehdejšího rakouského hegemona Wiener EV. Změna názvu přišla v témže roce, co se klub osamostatnil od PSK. Do začátku války klub získal další dva mistrovské tituly.
Po anšlusu přešla všechna rakouská sportovní sdružení do německých soutěží, což se týkalo i EKE Wien. V prvním ročníku po připojení v roce 1939 se klub nečekaně dostal až do finále, kde zvítězil nad slavným Berlinerem SC poměrem 1:0. Jednalo se o jediný mistrovský titul klubu v německých soutěžích. Další tituly pak už klub přidat ani nemohl, v témže roce byl sloučen s Wienerem EV do nově vytvořeného Wieneru EG. K osamostatnění došlo po skončení války. V prvním ročníku obnovené rakouské ligy se klub umístil na prvním místě, díky čemuž získal čtvrtý titul mistra Rakouska. Z finančních důvodu se ovšem v roce 1948 klub znovu sloučil s WEV do Wieneru EG, tentokráte spolupráce obou mužstev trvala do roku 1951. Po posledním znovuobnovení získal klub další dva mistrovské tituly, ale i tak bylo Rakousko, a s ním i celý profesionální sport, po konci okupace nadále chudé. Z ekonomických důvodů tak EKE po zisku šestého mistrovského titulu ukončilo činnost.
Nejznámějším hráčem klubu byl Aribert Heim, který s klubem zvítězil ve velkoněmeckém mistrovství ročníku 1939. Ve Vídni pobýval při svém lékařském studiu. Po konci svého studia se začal věnovat pouze svému lékařskému životu. I přes svůj výrazný hokejový talent, byl znám spíše kvůli svým válečným zločinům v koncentračním táboře Mauthausen-Gusen, díky kterým obdržel přezdívku Doktor Smrt.
Své domácí zápasy odehrával v hale Kunsteisbahn Engelmann s kapacitou 8 000 diváků.

## Historické názvy
Zdroj:
- 1922 – Pötzleinsdorfer SK (Pötzleinsdorfer Sportklub)
- 1932 – EK Engelmann Wien (Eishockeyklub Engelmann Wien)
- 1939 – fúze s Wienerem EV do nově vytvořeného Wieneru EG (Wiener Eissport-Gemeinschaft)
- 1945 – osamostatnění
- 1948 – opětovná fúze s Wienerem EV do obnoveného Wieneru EG (Wiener Eissport-Gemeinschaft)
- 1951 – znovu osamostatnění
- 1957 – zánik

## Získané trofeje
- Německý mistr v ledním hokeji ( 1× )
  - 1939
- Rakouský mistr v ledním hokeji ( 6× )
  - 1931/32, 1935/36, 1937/38, 1945/46, 1955/56, 1956/57

## Přehled ligové účasti
Zdroj:
- 1922–1938: Österreichische Eishockey-Meisterschaft (1. ligová úroveň v Rakousku)
- 1939: Deutsche Eishockey-Meisterschaft (1. ligová úroveň v Německu)
- 1940–1944: viz Wiener EG
- 1945–1948: Österreichische Eishockey-Liga (1. ligová úroveň v Rakousku)
- 1948–1951: viz Wiener EG
- 1951–1957: Österreichische Eishockey-Liga (1. ligová úroveň v Rakousku)

## Účast v mezinárodních pohárech
Zdroj:
Legenda: SP - Spenglerův pohár, EHP - Evropský hokejový pohár, EHL - Evropská hokejová liga, SSix - Super six, IIHFSup - IIHF Superpohár, VC - Victoria Cup, HLMI - Hokejová liga mistrů IIHF, ET - European Trophy, HLM - Hokejová liga mistrů, KP – Kontinentální pohár
- SP 1932 – Základní skupina B (3. místo)

## Galerie

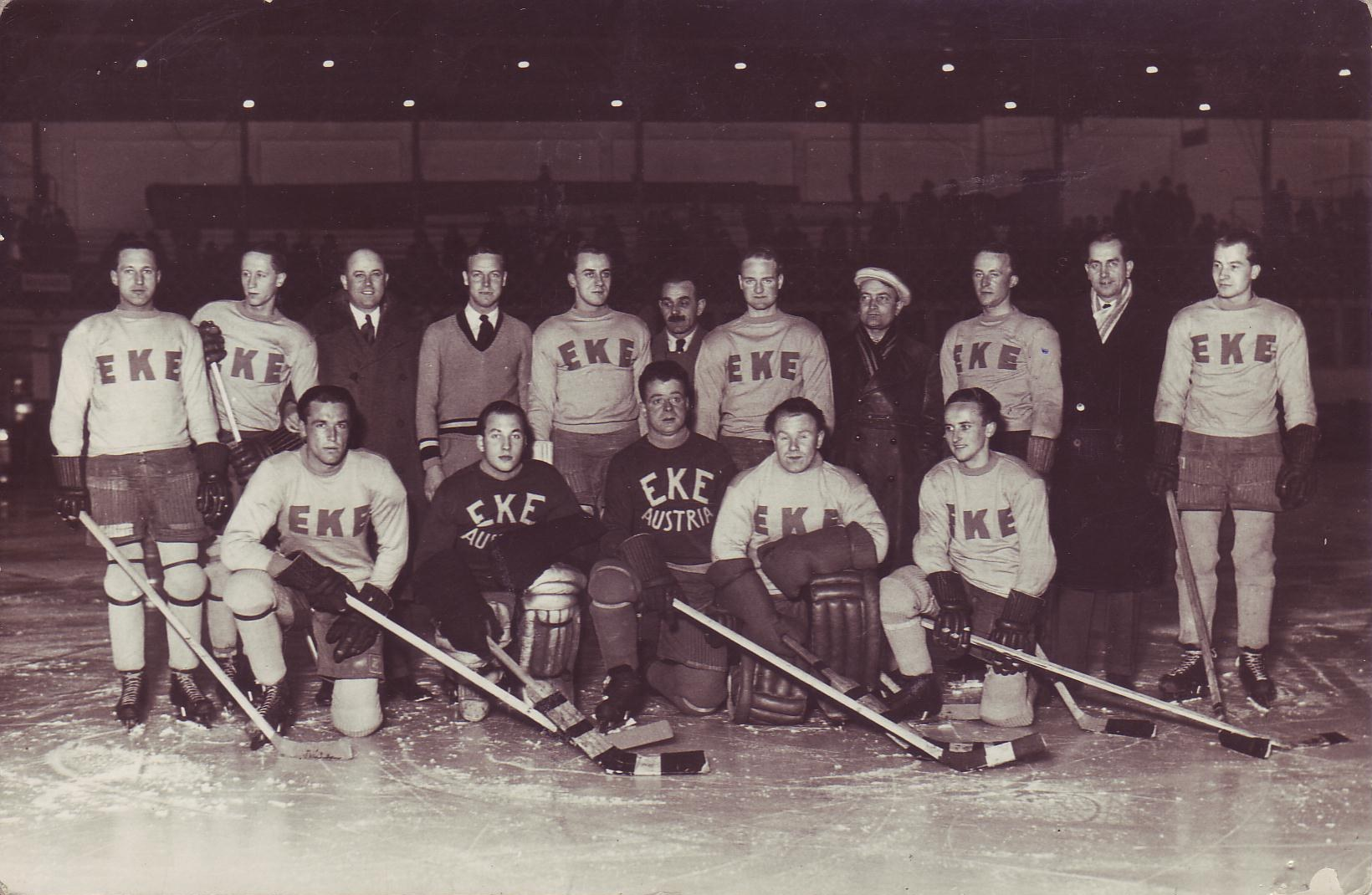
Mužstvo EKE ve třicátých letech